# Tào Bình công
Tào Bình công (chữ Hán: 曹平公; trị vì: 527 TCN-524 TCN), tên thật là Cơ Tu (姬負), là vị vua thứ 21 của nước Tào – chư hầu nhà Chu trong lịch sử Trung Quốc.
Tào Bình công là con của Tào Vũ công – vua thứ 20 nước Tào. Năm 528 TCN, Tào Vũ công mất, Cơ Tu lên nối ngôi, tức là Tào Bình công.
Sử sách không ghi chép sự kiện xảy ra liên quan tới nước Tào trong thời gian ông làm vua.
Năm 524 TCN, Tào Bình công qua đời. Ông ở ngôi được 4 năm. Con ông là Cơ Ngọ lên nối ngôi, tức là Tào Điệu công.